# Signe du glaçon
Le signe du glaçon est une manière simple de mettre en évidence un épanchement intra-abdominal, mais n'est positif que lorsque l'épanchement est suffisamment abondant. Lorsque la cavité péritonéale contient du liquide, le foie est décollé de la paroi abdominale chez un malade couché sur le dos.
Lorsqu'on donne une impulsion sur la paroi abdominale, le foie, mobile dans le liquide d'ascite, est projeté en arrière, et revient vers l'avant, venant frapper la main de l'examinateur, de la même manière qu'un glaçon qu'on aurait lancé vers le fond d'un verre remonterait à la surface.
Une méthode similaire est utilisée afin de mettre en évidence un épanchement dans les bourses séreuses de l'articulation du genou, à la suite d'un choc rotulien par exemple. Pour ce faire, on appuie sur la rotule, celle-ci s'enfonce dans le liquide puis remonte à la surface quand on la relâche.